# Gonzalo Rehak
Gonzalo Rehak (Partido de Quilmes, Buenos Aires; 11 de enero de 1994) es un futbolista argentino juega como arquero en San Martín de Burzaco de la Primera B.

## Trayectoria
Surgió de las inferiores de Independiente, cuyo puesto de arquero hasta 2016 estuvo cubierto por Diego Rodríguez, Martín Campaña y Facundo Daffonchio, quedando Rehak muy relegado. En el segundo semestre se convirtió en el segundo arquero del Rojo con las partidas del Ruso y Daffonchio.
En enero de 2020, Rehak pasó a préstamo a Nueva Chicago donde no tuvo oportunidades y rescindió su contrato en agosto para pasar a Barracas Central. Barracas lo abandonó y pasó a formar parte de Deportivo Maipú, de Mendoza.

## Selección nacional

### Selección Sub-17
Formó parte del plantel Sub-17, aunque finalmente quedó al margen en el último corte de la lista de cara a la Copa Mundial de Fútbol Sub-17 de 2011 que se jugó en México.

## Estadísticas

### Clubes
- Actualizado al 25 de noviembre de 2016

| Club | Div.                | Temporada           | Liga  | Liga      | Liga | Copas Nacionales(1) | Copas Nacionales(1) | Copas Nacionales(1) | Torneos internacionales(2) | Torneos internacionales(2) | Torneos internacionales(2) | Total | Total     | Total |
| Club | Div.                | Temporada           | Part. | Goles E/C | V.I. | Part.               | Goles E/C           | V.I.                | Part.                      | Goles E/C                  | V.I.                       | Part. | Goles E/C | V.I.  |
| --- | ------------------- | ------------------- | ----- | --------- | ---- | ------------------- | ------------------- | ------------------- | -------------------------- | -------------------------- | -------------------------- | ----- | --------- | ----- |
| Independiente Argentina | 1.ª                 | 2016-17             | 1     | -1        | 0    | 0                   | 0                   | 0                   | 0                          | 0                          | 0                          | 1     | -1        | 0     |
| Independiente Argentina | 1.ª                 | 2017-18             | 1     | 0         | 0    | 0                   | 0                   | 0                   | 0                          | 0                          | 0                          | 1     | 0         | 0     |
| Independiente Argentina | Total club          | Total club          | 2     | -1        | 0    | 0                   | 0                   | 0                   | 0                          | 0                          | 0                          | 2     | -1        | 0     |
| Total en su carrera | Total en su carrera | Total en su carrera | 2     | -1        | 0    | 0                   | 0                   | 0                   | 0                          | 0                          | 0                          | 2     | -1        | 0     |
| (1) Incluye Copa Argentina. (2) Incluye Copa Libertadores. (3) Media de goles por encuentro. No incluye goles en partidos amistosos. |                     |                     |       |           |      |                     |                     |                     |                            |                            |                            |       |           |       |

## Palmarés

### Campeonatos internacionales
| Título            | Club          | Sede           | Año  |
| ----------------- | ------------- | -------------- | ---- |
| Copa Sudamericana | Independiente | Río de Janeiro | 2017 |
| Copa Suruga Bank  | Independiente | Osaka          | 2018 |

### Distinciones individuales
| Distinción                              | Año     |
| --------------------------------------- | ------- |
| Mejor atajada de la Superliga Argentina | 2017-18 |